# Tóth József (kanonok)
Tóth József (Lózs, 1786. október 26. – Győr, 1864. január 20.) győri kanonok, a győri papnevelőház aligazgatója.

## Élete
Felszenteltetett 1809. október 28-án. A győri papnevelő aligazgatója, 1834-től 1864-ig kanonok és 1848-ig ideig Győr város plébánosa is volt. Mint olvasókanonok Szent Ágostonról nevezett kalocsai címzetes apát lett.

## Munkái
- A városi polgárok kötelességei. Hirdette a becses sz. k. Győr városa magyar fegyveres serege ünnepének alkalmatosságával annak fő-templomában bőjt-elő hava 14. 1822. Győr.
- Szent Istvánnak a magyarok első királyának dicsérete ... kisasszony havának 24. napján 1823. Bécs, 1823.
- Egyházi beszéd, mellyet a Radivojevich magyar nemes ezred 3. batalionnyának zászlója szentelésekor Győrbe Mindszent hava 5. 1823. mondott. Győr, 1823.